# Anton Kastelic (zdravnik)
Anton Kastelic, slovenski zdravnik, * (?) 1769, Zagorje ob Savi, † (?), Ljubljana.

## Življenjepis
Anton Kastelic se je rodil 1769 v Zagorju ob Savi, umrl v Ljubljani neznano kdaj, je bil 'fizik' in policijski zdravnik v Ljubljani. Poznan je po tem, da je napisal naslednja dela: De praecipuis medicamentis ex metallis et semimetallis; Prüfung und Gebrauch des warmen Bades zu Töplitz in Unterkrain; Badeordnung zu Töplitz in Unterkrain; Salicariae vis febrifuga analoga vi corticis Peruani.